# Lycée Stendhal
Pour les articles homonymes, voir Lycée Stendhal (homonymie).
Le lycée Stendhal est un établissement français d'enseignement secondaire général — collège et lycée — situé place Jean Achard à Grenoble.
L'établissement a eu de nombreux noms et différentes attributions éducatives dans l'histoire. Il répond aujourd'hui — en 2024 — au nom officiel de « cité scolaire Stendhal ». Il est nommé en référence à Stendhal, écrivain français originaire de Grenoble.

## Historique
Lieu chargé d'histoire où Henri Beyle 'Stendhal' (1783-1842) et Jean-François Champollion (1790-1832) firent leurs études, où le futur général Léon de Beylié passe le baccalauréat de mathématiques élémentaires en 1868, il est le plus ancien lycée de Grenoble.

### XVIesiècle
D'après certaines sources, vers 1540 il apparait déjà un collège à plusieurs classes à Grenoble, avec des enseignants séculiers.

### XVIIesiècle
Le lycée Stendhal est l'héritier de l'ancien collège des Jésuites de Grenoble fondé en 1651. Avant sa fondation, l'enseignement à Grenoble était assuré par des enseignants séculiers jusqu'en 1606, puis par des dominicains jusqu'en 1651.
En 1660 a débuté la construction des bâtiments et notamment de l'ancienne chapelle jésuite dont la photographie de la façade est visible ci-contre. Cette construction est largement subventionnée par Louis XIV. En 1699, par lettres patentes du Roi, le collège est déclaré de fondation royale et reçoit le nom de Royal-Dauphin.

#### Horloge solaire
Le bâtiment a comme particularité de posséder une chapelle et une horloge solaire (cadran solaire) datant de 1673 réalisée par le père Bonfa, astronome. Cette horloge, unique en son genre, est un extraordinaire cadran à réflexion (avec deux petits miroirs fixes) fournissant de très nombreuses informations, dont une grande partie est liée à l'astrologie. Il est possible de visiter certains samedis ce remarquable témoignage de la science des pères jésuites du XVIIe siècle.

### XVIIIesiècle
Les jésuites assurent l'enseignement jusqu'en 1763, puis des prêtres séculiers jusqu'en 1786, suivis des Joséphites jusqu'en 1792.

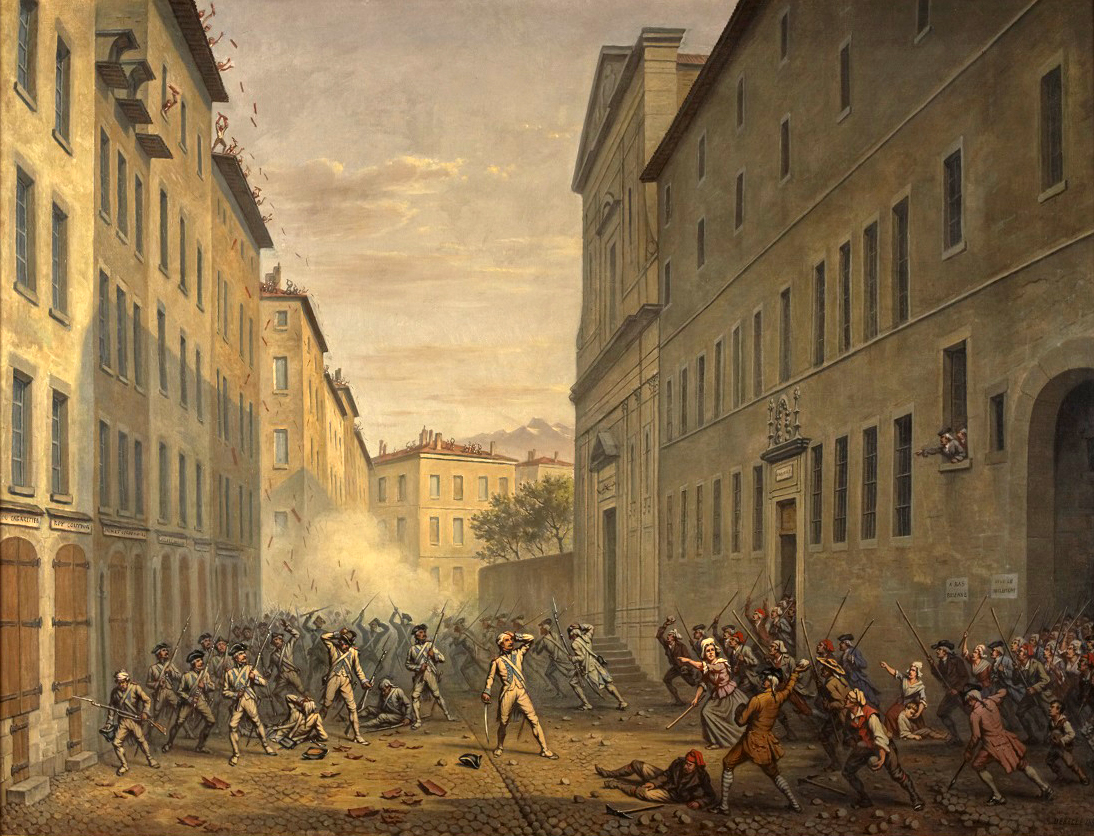
La Journée des Tuiles du 7 juin 1788 par Alexandre Debelle,
(musée de la Révolution française).

L'action de la Journée des Tuiles du 7 juin 1788 peinte dans le tableau d'Alexandre Debelle en 1889 se situe devant l'entrée du lycée Stendhal, qui se trouve sur la droite de la toile. On y voit l'arche encore présente en bordure de l'établissement actuel. On remarquera que le niveau de la rue est aujourd'hui plus haut comme en témoigne la présence des marches (aujourd'hui absentes) sur le tableau.
En 1789 le personnel était composé d'un principal, d'un grand préfet, de professeurs de théologie, de philosophie, de rhétorique, ainsi que de régents et d'un préfet de pension.
Le lycée prend le statut d'École Centrale de Grenoble en 1796. Le contenu de l'enseignement évolue, se détournant des lettres anciennes et de la métaphysique chères aux jésuites et à leurs successeurs au profit des sciences naturelles. Stendhal consacre le chapitre XXIII de la Vie de Henry Brulard à ses souvenirs de l’École centrale.

### XIXesiècle
En 1800, l'École centrale reçoit au premier étage les collections de la bibliothèque municipale de Grenoble, puis le 14 juillet 1802, les collections du musée de Grenoble. Ces deux institutions resteront dans les lieux jusqu'en 1872, date de la mise en service du musée-bibliothèque de Grenoble sur la place de la Constitution.
En 1803 le lycée prend le statut de Lycée Impérial de Grenoble réservé aux garçons. L'abbé Gattel en devient le premier proviseur. Après la première abdication de Napoléon, le lycée devient Collège Royal, appellation qu'il conserve sous les trois monarques jusqu'en 1848, année de l'avènement de la Deuxième République, où il reprend le titre de Lycée.
Une association des anciens élèves du lycée est fondée en 1873. En 1886 le lycée des garçons s'établit Cours La Fontaine et devient le Lycée Champollion, tandis que le bâtiment jésuite devient un Lycée de Jeunes Filles en 1887.

### XXesiècle
En 1900, une annexe de ce lycée de filles accueille le nouvel institut électrotechnique avec quelques dizaines d'élèves. Peu avant la Première Guerre mondiale, l'institut s'installe définitivement dans l'avenue Félix-Viallet.
En 1920, l'horloge solaire du bâtiment est classée à titre objet des monuments historiques ; restaurée en 1984, elle est protégée des dégradations par des vitres. Les anciens bâtiments du lycée des Jésuites font l’objet d’une inscription au titre des monuments historiques depuis le 26 février 1964.
En 1987, l'établissement se dote d'un dispositif international afin d'accueillir et de scolariser les enfants de nombreux fanco-étrangers que les institutions scientifiques de la métropole attirent, avec quatre sections ouvertes initialement : allemande, anglaise, espagnole et italienne. L'établissement devient donc Lycée International Stendhal.

### XXIesiècle
En 2001 les collège et lycée Internationaux déménagent dans les locaux construits à cet effet dans le quartier Europole de Grenoble, devenant au passage un établissement séparé : la Cité Scolaire Internationale Europole.
À partir de ce moment la Cité Scolaire Stendhal subit des restructurations durant cinq ans, qui aboutissent à son statut actuel.

## Classement du lycée
En 2017, le lycée se classe 12e sur 44 au niveau départemental quant à la qualité d'enseignement, et 634e au niveau national. Le classement s'établit sur trois critères : le taux de réussite au bac, la proportion d'élèves de première qui obtient le baccalauréat en ayant fait les deux dernières années de leur scolarité dans l'établissement, et la valeur ajoutée (calculée à partir de l'origine sociale des élèves, de leur âge et de leurs résultats au diplôme national du brevet).
En 2023, le lycée se classe 5e sur 42 au niveau départemental selon la méthodologie du Parisien. Il est par ailleurs classé 357e sur 2300 au niveau national selon la méthodologie de l'Internaute. Sur la période 2008-2023 les taux de réussite au baccalauréat général (toutes séries confondues) y sont notablement supérieurs aux taux nationaux et départementaux.
|                  | 2008 | 2009 | 2010 | 2011 | 2012 | 2013 | 2014 | 2015 | 2016 | 2017 | 2018 | 2019 | 2020 | 2021 | 2022 | 2023 |
| ---------------- | ---- | ---- | ---- | ---- | ---- | ---- | ---- | ---- | ---- | ---- | ---- | ---- | ---- | ---- | ---- | ---- |
| Taux de réussite | 95%  | 97%  | 96%  | 97%  | 97%  | 94%  | 95%  | 94%  | 96%  | 92%  | 89%  | 96%  | 99%  | 100% | 98%  | 98%  |
| Taux de mentions | -    | -    | -    | -    | 61%  | 63%  | 65%  | 61%  | -    | 57%  | 58%  | 63%  | 69%  | 75%  | 76%  | 79%  |

## Anciens élèves
Les personnalités listés ci-dessous sont ordonnées par date de naissance.

### XVIIIesiècle
- Jean Pierre André Amar (1755-1816), homme politique de la Révolution française ;
- Jean-Joseph Mounier (1758-1806), avocat et homme politique ;
- Jacques Berriat-Saint-Prix (1769-1845), jurisconsulte et homme de lettres ;
- Augustin Périer (1773-1833), négociant, industriel et homme politique ;
- Scipion Périer (1776-1821), banquier et industriel ;
- Jean-François de Pina de Saint-Didier (1779-1842), homme politique ;
- Camille Périer (1781-1844), homme politique ;
- Alphonse Périer (1782-1866), homme politique ;
- Félix Penet (1782-1850), homme politique ;
- Stendhal (1783-1842), écrivain ;
- Louis Crozet (1784-1858), ingénieur et homme politique ;
- Louis Vicat (1786-1861), ingénieur et chimiste ;
- Jean-François Champollion (1790-1832), égyptologue ;
- Charles-Marie-Joseph Despine (1792-1859), homme politique ;

### XIXesiècle
- Victor Cassien (1808-1893), lithographe, graveur, dessinateur et photographe ;
- Léopold Follioley (1836-1902), auteur et ecclésiastique ;
- Édouard Rey (1836-1901), homme politique ;
- Auguste Gaché (1838-1925) médecin et homme politique ;
- Gustave Rivet (1848-1936), auteur et homme politique ;
- Léon de Beylié (1849-1910), militaire ;
- Élie Cartan (1869-1951), mathématicien ;

### XXesiècle
- Catherine Schneider (1949), juriste ;
- Marie-France Veyrat (1951), artiste plasticienne ;
- Annette Becker (1953), historienne ;
- Eva Pebay-Peyroula (1956), biologiste ;
- Guillaume Gontard (1971), homme politique ;
- David Colon (1973), historien ;

## Annexe